# Condado de Saline (Kansas)
O Condado de Saline é um dos 105 condados do estado americano de Kansas. A sede do condado é Salina, e sua maior cidade é Salina. O condado possui uma área de 1 868 km² (dos quais 4 km² estão cobertos por água), uma população de 53 597 habitantes, e uma densidade populacional de 59 hab/km² (segundo o censo nacional de 2000). O condado foi fundado em 15 de fevereiro de 1860.